# Nordausques
Nordausques è un comune francese di 917 abitanti situato nel dipartimento del Passo di Calais nella regione dell'Alta Francia.
Il territorio comunale è bagnato dalla Hem.

## Società

### Evoluzione demografica
Abitanti censiti